# La bambola del diavolo
La bambola del diavolo (The Devil-Doll) è un film del 1936 diretto da Tod Browning e interpretato da Lionel Barrymore, adattamento del romanzo Burn Witch Burn! del giornalista e scrittore Abraham Merritt (pubblicato in Italia nel 1971 col titolo Brucia strega brucia).

## Trama

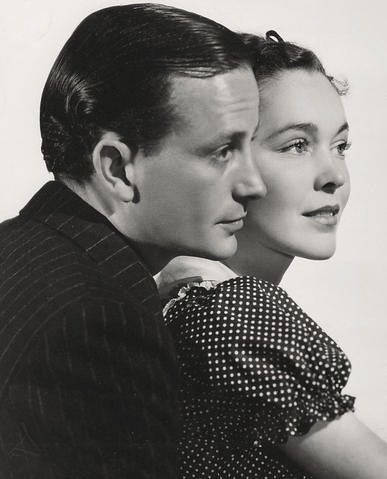
Frank Lawton (Toto) e Maureen O'Sullivan (Lorraine).

Paul Lavond è un rispettato banchiere di Parigi condannato ingiustamente per furto e omicidio dopo essere stato incastrato dai suoi soci. Dopo diciassette anni trascorsi nel penitenziario di Devil's Island riesce a evadere con un compagno di cella, lo scienziato Marcel, che insieme alla moglie Malita lavora da tempo su una sostanza in grado di rimpicciolire gli esseri viventi e controllarne la volontà.
Lavond continua il lavoro dello scienziato, che muore a causa di un infarto, e con l'aiuto di Malita inizia a progettare la sua vendetta verso i tre soci Radin, Matin e Coulvet. Costoro, appresa la notizia dell'evasione, decidono di mettere una taglia su Lavond che nel frattempo è tornato a Parigi assumendo l'identità di M.me Mandelip, l'anziana proprietaria di un negozio di queste particolari "bambole" alle quali ha imposto la sua volontà mediante ipnosi.
La polizia setaccia la città e Lavond è costretto a ricorrere al travestimento per parlare con la madre e con la figlia Lorraine, che non lo ha mai perdonato dopo il suicidio della madre e dalla quale non può farsi riconoscere. I primi a cadere nelle sue mani sono Radin e Coulvet, al quale Lavond/Mandelip vende una bambola che durante la notte lo lascia completamente paralizzato. Ma poco prima che la vendetta si compia anche verso Matin, questo decide di confessare la verità alla polizia e scagionare Lavond.
L'uomo ha ottenuto il suo scopo e il suo nome è riabilitato, ma per provare la sua innocenza ha dovuto commettere dei crimini e decide quindi di sparire dopo aver distrutto tutte le bambole. Malita è invece determinata a portare avanti l'opera del marito e, durante una colluttazione con Lavond, provoca un'esplosione nel laboratorio nella quale rimane uccisa. Dopo aver raccontato tutta la storia a Toto, il fidanzato di Lorraine, Lavond si appresta a partire ma prima riesce a riconciliarsi con la figlia, alla quale però continua a nascondere la sua identità.

## Produzione

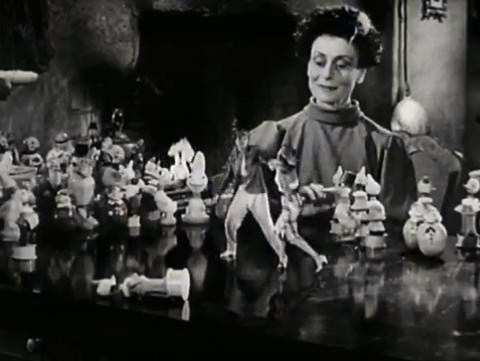
Le "bambole umane", osservate da Malita nell'immagine, mentre eseguono la danse Apache, danza nata in Francia all'inizio del XX secolo il cui nome deriva dalla gang parigina dei cosiddetti "Apaches".

Nel 1936 La bambola del diavolo fu uno dei tre film horror statunitensi (insieme a La figlia di Dracula di Lambert Hillyer e L'ombra che cammina di Michael Curtiz) che dovettero subire notevoli modifiche imposte dalla Production Code Administration sia nella trama che nei contenuti.
Nell'agosto del 1935 la Metro-Goldwyn-Mayer aveva inviato alla PCA la sceneggiatura di un horror soprannaturale intitolato The Witch of Timbuctoo, scritta da Garrett Fort a partire da un adattamento realizzato da Guy Endore e Tod Browning del romanzo Burn Witch Burn! di Abraham Merritt. Il 13 settembre lo studio ricevette la risposta del responsabile dell'amministrazione Joseph Breen: «Troviamo in essa un elemento che è sostanzialmente oggettivo dal punto di vista del Production Code. Ci riferiamo al fatto che nel presente trattamento Duval, dopo aver realizzato la sua vendetta attraverso l'omicidio di diversi personaggi, si suicida e quindi sfugge all'arresto, al processo e alla punizione. Una simile soluzione alla storia è ovviamente inaccettabile. Sarebbe consigliabile indicare che Duval viene catturato e che subisce la pena inflitta dal giusto processo legale. Suggeriamo anche che nel tentativo di sfuggire alla polizia venga ucciso».
Il finale venne reso meno cruento ma alle richieste della PCA di conferire alla storia dei "valori morali compensativi" se ne aggiunsero altre da parte del British Board of Film Censors. La sceneggiatura andò incontro a 6 mesi di riscritture, un processo che si rivelò costoso per la MGM che dovette ingaggiare altri scrittori come Robert Chapin e Richard Schayer, oltre all'ormai ex regista Erich Von Stroheim. Il titolo del film venne infine cambiato in The Devil-Doll e le riprese furono effettuate durante la primavera del 1936 negli studi della Metro-Goldwyn-Mayer a Culver City.
La voce narrante nella versione originale è dell'attore e regista Wilfred Lucas e nel film compaiono non accreditati altri protagonisti del cinema muto come King Baggot e Mahlon Hamilton che interpretano due detective, oltre a Billy Gilbert, noto per le numerose apparizioni nelle pellicole di Laurel & Hardy (il maggiordomo di Matin), l'attore e regista Frank Reicher (il medico) e l'attore moravo Egon Brecher (uno dei detective).

## Distribuzione
Il film uscì negli Stati Uniti il 10 luglio 1936.

### Date di uscita
- Stati Uniti (The Devil-Doll) – 10 luglio 1936
- Regno Unito (The Devil-Doll) – 7 dicembre 1936
- Svezia (Hämnden) – 15 febbraio 1937
- Danimarca (Djævledukken) – 18 febbraio 1937
- Ungheria (Az ördög babái) – 4 marzo 1937
- Norvegia – 22 marzo 1937

- Portogallo (A Boneca do Diabo) – 19 aprile 1937
- Italia (La bambola del diavolo) – 29 aprile 1937
- Finlandia (Hirveä kosto) – 9 maggio 1937
- Francia (Les poupées du diable) – 6 agosto 1937
- Spagna (Muñecos infernales) – 30 agosto 1937

### Home Video
La bambola del diavolo è stato distribuito per la prima volta in DVD il 10 ottobre 2006 dalla Warner Home Video nel box set Hollywood Legends of Horror Collection, che ha ottenuto una candidatura ai Saturn Awards come "miglior collezione DVD/Blu-ray".

## Critica
Il sito Rotten Tomatoes riporta l'87% di recensioni professionali con giudizio positivo.
All'uscita del film, il critico Frank S. Nugent scrisse sul New York Times che i "maghi della cinepresa" non godevano di un'occasione d'oro simile da Il mondo perduto, King Kong e L'uomo invisibile, mentre la rivista Variety giudicò convincente soprattutto le performance di Rafaela Ottiano e Maureen O'Sullivan, aggiungendo nella recensione che «il regista, il cameraman e la sezione artistica rendono al massimo, ma il contributo degli sceneggiatori manca di originalità e raramente è uguale all'idea originale».
Ancora più critico fu il giudizio della rivista di fantascienza Thrilling Wonder Stories, che reputò il film deludente quanto lo era stato nel 1929 Sette passi verso Satana (altro film tratto da un romanzo di Abraham Merritt) e riportò che «Guy Endore, Garrett Fort e Tod Browning si sono uniti per realizzare un thriller mediocre che non riesce a catturare la visione eccezionale del romanzo di Merrit».
In Italia, dove uscì nella primavera del 1937, il quotidiano La Stampa parlò di «un film dove la bravura tecnica di alcuni fra i più aggiornati trucchi cinematografici viene ostentata con bella sicurezza... Il film, come film, è quello che è. Lionel Barrymore fa la vecchiarella: con molto impegno, con una truccatura fin troppo semplice; è strano che questo film dei trucchi abbia, fra i trucchi, trascurato il più facile».

## Colonna sonora
La colonna sonora realizzata dal compositore Franz Waxman è stata pubblicata nel 2017 dalla Intrada Records, nella raccolta Captains Courageous: The Franz Waxman Collection in cui sono presenti le seguenti tracce:
- Main Title – 1:37
- Little Dog/Big Dog – 1:07
- Laschna – 2:40
- Buying Flowers – 1:00
- First Victim/Revenge – 1:04
- Nightmare/Jewel Thief – 5:30
- In the Restaurant – 1:43
- Lorraine and Her Father/Finale – 4:36